# Liste der Länderspiele der afghanischen Fußballnationalmannschaft (U-23-Männer)

Logo des afghanischen Fußballverbandes AFF (bis 2014)

Diese Liste enthält alle offiziellen Länderspiele der afghanischen U-23-Fußballnationalmannschaft der Männer. Sämtliche Ergebnisse sind aus der Sicht Afghanistans aufgeführt.

## Legende
Dieser Abschnitt dient als Legende für die nachfolgenden Tabellen.
- A = Auswärtsspiel
- H = Heimspiel
- * = Spiel auf neutralem Platz
- n. V. = nach Verlängerung
- i. E. = im Elfmeterschießen
- Freundschaftsspiele werden unter Anlass nicht extra vermerkt
- Fettgeschriebene Gegner waren zum Zeitpunkt des Spiels amtierender Meister ihrer Konföderation
- grüne Hintergrundfarbe = Sieg der afghanischen Mannschaft
- gelbe Hintergrundfarbe = Unentschieden
- rote Hintergrundfarbe = Niederlage der afghanischen Mannschaft

## Seit 2002
| Nr. | Datum      | Ergebnis | Gegner        |   | Austragungsort | Anlass                         | Bemerkungen |
| --- | ---------- | -------- | ------------- | - | -------------- | ------------------------------ | --- |
| 1.  | 28.09.2002 | 0:10     | Iran          | * | Busan          | Asienspiele 2002               | Erstes Länderspiel Erstes Länderspiel gegen den Iran Höchster Sieg des Iran                                             |
| 2.  | 01.10.2002 | 0:11     | Katar         | * | Ulsan          | Asienspiele 2002               | Erstes Länderspiel gegen Katar Höchste Niederlage Höchster Sieg Katars                                                  |
| 3.  | 05.10.2002 | 0:11     | Libanon       | * | Changwon       | Asienspiele 2002               | Erstes Länderspiel gegen Libanon Höchste Niederlage Höchster Sieg Libanons                                              |
| 4.  | 28.03.2004 | 0:3      | Pakistan      | A | Peschawar      | Südasienspiele 2004            | Erstes Länderspiel gegen Pakistan                                                                                       |
| 5.  | 30.03.2004 | 1:2      | Bangladesch   | * | Rawalpindi     | Südasienspiele 2004            | Erstes Länderspiel gegen Bangladesch                                                                                    |
| 6.  | 01.04.2004 | 0:2      | Indien        | * | Islamabad      | Südasienspiele 2004            | Erstes Länderspiel gegen Indien                                                                                         |
| 7.  | 14.08.2006 | 0:0      | Indien        | * | Colombo        | Südasienspiele 2006            | |
| 8.  | 16.08.2006 | 0:0      | Bangladesch   | * | Colombo        | Südasienspiele 2006            | |
| 9.  | 19.08.2006 | 1:5      | Nepal         | * | Colombo        | Südasienspiele 2006            | Erstes Länderspiel gegen Nepal                                                                                          |
| 10. | 14.02.2007 | 0:2      | Vietnam       | A | Nam Định       | Olympia-Qualifikation 2008     | Erstes Länderspiel gegen Vietnam Das Hinspiel wurde abgesagt, da die Reise nach Vietnam nicht finanziert werden konnte. |
| 11. | 29.01.2010 | 1:0      | Indien        | * | Chittagong     | Südasienspiele 2010            | |
| 12. | 31.01.2010 | 2:1      | Pakistan      | * | Chittagong     | Südasienspiele 2010            | |
| 13. | 02.02.2010 | 2:0      | Sri Lanka     | * | Chittagong     | Südasienspiele 2010            | Erstes Spiel gegen Sri Lanka Höchster Sieg                                                                              |
| 14. | 05.02.2010 | 1:0      | Malediven     | * | Dhaka          | Südasienspiele 2010 Halbfinale | Erstes Länderspiel gegen die Malediven                                                                                  |
| 15. | 08.02.2010 | 0:4      | Bangladesch   | * | Dhaka          | Südasienspiele 2010 Finale     | |
| 16. | 15.09.2014 | 0:1      | Bangladesch   | * | Incheon        | Asienspiele 2014               | |
| 17. | 18.09.2014 | 1:2      | Hongkong      | * | Ansan          | Asienspiele 2014               | Erstes Länderspiel gegen Hongkong                                                                                       |
| 18. | 22.09.2014 | 0:5      | Usbekistan    | * | Goyang         | Asienspiele 2014               | Erstes Länderspiel gegen Usbekistan                                                                                     |
| 19. | 23.03.2015 | 0:2      | Palästina     | * | Teheran        | AM-Qualifikation 2016          | Erstes Länderspiel gegen Palästina                                                                                      |
| 20. | 25.03.2015 | 2:0      | Nepal         | * | Teheran        | AM-Qualifikation 2016          | Höchster Sieg |
| 21. | 27.03.2015 | 0:0      | Saudi-Arabien | * | Teheran        | AM-Qualifikation 2016          | Erstes Länderspiel gegen Saudi-Arabien                                                                                  |
| 22. | 29.03.2015 | 0:6      | Iran          | * | Teheran        | AM-Qualifikation 2016          | |
| 23. | 19.07.2017 | 0:8      | Irak          | * | Riad           | AM-Qualifikation 2018          | Erstes Länderspiel gegen den Irak                                                                                       |
| 24. | 21.07.2017 | 0:8      | Saudi-Arabien | * | Riad           | AM-Qualifikation 2018          | |
| 25. | 23.07.2017 | 0:2      | Bahrain       | * | Riad           | AM-Qualifikation 2018          | Erstes Länderspiel gegen Bahrain                                                                                        |
| 26. | 25.12.2018 | 1:1      | Pakistan      | * | Doha           | Freundschaftsspiel             | |
| 27. | 22.03.2019 | 0:2      | Katar         | A | Doha           | AM-Qualifikation 2020          | |
| 28. | 24.03.2019 | 1:2      | Oman          | * | Doha           | AM-Qualifikation 2020          | Erstes Länderspiel gegen Oman                                                                                           |
| 29. | 26.03.2019 | 2:0      | Nepal         | * | Doha           | AM-Qualifikation 2020          | Höchster Sieg |

## Statistik

### Anlässe
| Art                                    | Sp. | S  | U  | N  | Tor- verhältnis |
| -------------------------------------- | --- | -- | -- | -- | --------------- |
| Freundschaftsspiele                    | 01  | 0  | 01 | 0  | 01:01           |
| Olympia-Qualifikation                  | 01  | 0  | 0  | 01 | 00:02           |
| AM-Qualifikation                       | 10  | 02 | 01 | 07 | 05:30           |
| Fußballturnier bei den Asienspielen    | 06  | 0  | 0  | 06 | 01:40           |
| Fußballturnier bei den Südasienspielen | 11  | 04 | 02 | 05 | 08:17           |
| Gesamt                                 | 29  | 06 | 04 | 19 | 15:90           |

### Länderspielbilanzen
Die afghanische Herren-U-23-Nationalmannschaft trat bis heute gegen 16 verschiedene Nationalmannschaften an.
Gegen eine Nationalmannschaften aus den anderen Kontinentalverbänden (UEFA, CAF, CONCACAF, CONMEBOL und OFC) hat Afghanistan bisher nicht gespielt.
| Land          | Sp. | S  | U  | N   | Tor- verhältnis | Tor- differenz |
| ------------- | --- | -- | -- | --- | --------------- | -------------- |
| Bahrain       | 01  | 0  | 0  | 01  | 00:02           | −02            |
| Bangladesch   | 04  | 0  | 01 | 03  | 01:07           | −06            |
| Hongkong      | 01  | 0  | 0  | 01  | 01:02           | −01            |
| Indien        | 03  | 01 | 01 | 01  | 01:02           | −01            |
| Irak          | 01  | 0  | 0  | 01  | 00:08           | −08            |
| Iran          | 02  | 0  | 0  | 02  | 00:16           | −16            |
| Katar         | 02  | 0  | 0  | 02  | 00:13           | −13            |
| Libanon       | 01  | 0  | 0  | 01  | 00:11           | −11            |
| Malediven     | 01  | 01 | 0  | 0   | 01:0            | +01            |
| Nepal         | 03  | 02 | 0  | 01  | 05:05           | ±0             |
| Oman          | 01  | 0  | 0  | 01  | 01:02           | −01            |
| Pakistan      | 03  | 01 | 01 | 01  | 03:05           | −02            |
| Palästina     | 01  | 0  | 0  | 01  | 00:02           | −02            |
| Saudi-Arabien | 02  | 0  | 01 | 01  | 00:08           | −08            |
| Sri Lanka     | 01  | 01 | 0  | 0   | 02:0            | +02            |
| Usbekistan    | 01  | 0  | 0  | 01  | 00:05           | −05            |
| Vietnam       | 01  | 0  | 0  | 01  | 00:02           | −02            |
| Gesamtbilanz  | 29  | 06 | 04 | 019 | 15:90           | –75            |